# Прометей (чоловічий волейбольний клуб)
ВК «Прометей» — український чоловічий волейбольний клуб із міста Дніпра. Дворазовий чемпіон України.

## Історія

### Передісторія
Історія ВК «Прометей» привернула до себе увагу любителів волейболу 2021 року, коли тоді ще ВК «Дніпро» безкомпромісно виграв турнір Вищої ліги та здобув путівку до Суперліги. Це була перша вагома заявка дніпровських волейболістів на серйозний волейбол і своє місце в елітному українському спорті.
Проте ВК «Дніпро» був ліквідований 1 січня 2022 року — гравці перейшли до лав новоствореного «Прометея», створеного на базі «Дніпра» та посів їхнє місце в найвищому дивізіоні. До завершення 2021/22 сезону команда виступала з назвою «Дніпро-Прометей».

### Заснування нового бренду
Починаючи з сезону 2022/23 — «Прометей», який одним із перших став членом ПВЛУ і подав заявку на участь у чемпіонаті України під егідою Професіональної волейбольної ліги України: заявив про високі амбіції. Також варто відзначити що через повномасштабне російське вторгнення в Україну команда переїхала в місто Чернівці, де базувалася та приймала участь в внутрішніх змаганнях України, а єврокубкові поєдинки проводила в Румунії.
Сезон 2022/23 увійшов в історію команди як найуспішніший: колектив здобув чемпіонський титул та отримав право дебютувати в найпрестижнішому європейському турнірі — Лізі чемпіонів. Також ряд  гравців та тренер Андрій Левченко в той час отримали запрошення представляти національну збірну України.
У сезоні 2023/24 у клубі вперше в історії з’явилися легіонери, також до тренерського штабу приєднався відомий італійський фахівець Флавіо Ґулінеллі. За підсумками сезону чемпіонський титул був успішно захищений та проведена непогана єврокубкова кампанія. Також переважна більшість гравців клубу представляла національну збірну України на міжнародних турнірах.
У серпні 2024 року через певні не спортивні причини клуб припинив існування.

### Сезони
| Сезон   | Ліга      | Місце | Кубок    | Суперкубок | Кубок ліги | Єврокубки                                                                 |
| ------- | --------- | ----- | -------- | ---------- | ---------- | ------------------------------------------------------------------------- |
| 2021/22 | Суперліга | 3     |          |            |            |                                                                           |
| 2022/23 | Суперліга | 1     | Фіналіст |            | Фіналіст   | 1/16 фіналу — (III) Кубок виклику ЄКВ                                     |
| 2023/24 | Суперліга | 1     | Фіналіст | Фіналіст   |            | 2 раунд кваліфікації — (I) Ліга чемпіонів ЄКВ 1/8 фіналу — (II) Кубок ЄКВ |

## Досягнення
Чемпіонат України
- Чемпіон (2): 2022/2023, 2023/2024.
- Бронзовий призер: 2021/2022.

Кубок України
- Фіналіст (2): 2022/2023, 2023/2024.

Суперкубок України
- Фіналіст: 2023.

## Виступи в єврокубках
| Сезон   | Турнір                            | Етап                | Суперник            | 1 гра | 2 гра | Зол. сет | Примітка  |
| ------- | --------------------------------- | ------------------- | ------------------- | ----- | ----- | -------- | --------- |
| 2022—23 | Кубок виклику ЄКВ                 | 1/16                | «Хапоель Мате-Ашер» | 1:3   | 1:3   | —        | виліт     |
| 2023—24 | Ліга чемпіонів ЄКВ (Кваліфікація) | 1 раунд (група III) | «Хіпо Тіроль»       | 3:1   | —     | —        | прохід    |
| 2023—24 | Ліга чемпіонів ЄКВ (Кваліфікація) | 1 раунд (група III) | «ВаЛеПа»            | 3:2   | —     | —        | прохід    |
| 2023—24 | Ліга чемпіонів ЄКВ (Кваліфікація) | 1 раунд (група III) | «Динамо»            | 3:2   | —     | —        | прохід    |
| 2023—24 | Ліга чемпіонів ЄКВ (Кваліфікація) | 2 раунд (група VI)  | «Аркада»            | 0:3   | —     | —        | пониження |
| 2023—24 | Ліга чемпіонів ЄКВ (Кваліфікація) | 2 раунд (група VI)  | «Олімпіакос»        | 1:3   | —     | —        | пониження |
| 2023—24 | Ліга чемпіонів ЄКВ (Кваліфікація) | 2 раунд (група VI)  | «Нефтохімік»        | 3:1   | —     | —        | пониження |
| 2023—24 | Кубок ЄКВ (Плей-оф)               | 1/32                | «Лікургус»          | 3:0   | 3:0   | —        | прохід    |
| 2023—24 | Кубок ЄКВ (Плей-оф)               | 1/16                | «Партизан»          | 3:0   | 3:0   | —        | прохід    |
| 2023—24 | Кубок ЄКВ (Плей-оф)               | 1/8                 | «Фенербахче»        | 3:1   | 0:3   | 11:15    | виліт     |

## Гравці клубу на міжнародних турнірах в складі національної збірної
| Турнір                  | Учасники                                                                     | Досягнення |
| ----------------------- | ---------------------------------------------------------------------------- | ---------- |
| / Чемпіонат світу 2022  | Віталій Щитков                                                               | 1/4 фіналу |
| Євроліга 2023           | Віталій Щитков Олександр Бойко Дмитро Терьоменко                             | Срібло     |
| Кубок претендентів 2023 | Сергій Євстратов Олександр Бойко Дмитро Терьоменко                           | Бронза     |
| / Чемпіонат Європи 2023 | Олександр Бойко Сергій Євстратов                                             | 1/4 фіналу |
| Євроліга 2024           | Олександр Бойко Дмитро Шаповал Сергій Євстратов Дмитро Янчук Денис Велецький | Золото     |
| Кубок претендентів 2024 | Сергій Євстратов                                                             | 1/2 фіналу |

## Персоналії
Станом на завершення 2023/24 сезону

### Склад команди
| №  | Ім'я, прізвище     | Позиція                  | Країна | Дата народження | Зріст  | Вага  | Висота атаки | Висота блоку |
| -- | ------------------ | ------------------------ | ------ | --------------- | ------ | ----- | ------------ | ------------ |
| 3  | Дмитро Вієцький    | діагональний             |        | 19.02.1998      | 202 см | 86 кг |              |              |
| 4  | Дмитро Шаповал     | діагональний             |        | 02.03.1997      | 200 см | 91 кг | 345см        | 330 см       |
| 7  | Дмитро Янчук       | догравальник             |        | 19.05.1999      | 200 см | 92 кг | 325 см       | 305 см       |
| 8  | Дмитро Терьоменко  | центральний блокувальник |        | 01.02.1987      | 200 см | 98 кг | 352 см       | 338 см       |
| 9  | Давид Дрия         | центральний блокувальник |        | 21.07.1992      | 201 см | 93 кг | 349 см       | 320 см       |
| 10 | Іван Кривобок      | центральний блокувальник |        | 27.05.1999      | 195 см | 97 кг | 340 см       | 320 см       |
| 12 | Сергій Євстратов   | пасувальник (зв'язковий) |        | 24.08.1993      | 190 см | 86 кг | 325 см       | 315 см       |
| 13 | Горден Брова       | ліберо                   |        | 08.04.1991      | 190 см | 80 кг | 340 см       | 320 см       |
| 14 | Олександр Гладенко | центральний блокувальник |        | 03.12.1993      | 203 см | 96 кг | 350 см       | 330 см       |
| 15 | Віталій Щитков     | пасувальник (зв'язковий) |        | 25.11.1991      | 188 см | 84 кг | 325 см       | 311 см       |
| 17 | Михайло Станкович  | догравальник             |        | 05.06.1993      | 200 см | 83 кг | 330 см       | 310 см       |
| 18 | Ян Єрещенко        | догравальник             |        | 06.04.1990      | 197 см | 85 кг |              |              |
| 19 | Олександр Бойко    | ліберо                   |        | 17.12.2002      | 180 см | 80 кг | 300см        | 280см        |
| 23 | Денис Велецький    | центральний блокувальник |        | 15.01.2000      | 205 см | 99 кг | 350 см       | 335 см       |

### Тренерський штаб
- Флавіо Гулінеллі — головний тренер.
- Ігор Тартаковський — помічник головного тренера.
- Владислав Богатирьов — тренер-аналітик.
- Олексій Огарков — тренер з фізичної підготовки.

## Колишні гравці та тренери
| - Руслан Шевцов - Дмитро Сухінін - Георгій Клепко - Дмитро Шоркін | - Володимир Орлов - Андрій Левченко |  |